# Netheravon
Netheravon – wieś w Anglii, w hrabstwie Wiltshire. Leży 19 km na północ od miasta Salisbury i 119 km na zachód od Londynu. W 2001 miejscowość liczyła 1064 mieszkańców.